# Angels Santarcangelo 2011-2012
Questa voce raccoglie le informazioni riguardanti gli Angels Santarcangelo nelle competizioni ufficiali della stagione 2011-2012.

## Verdetti stagionali
- Divisione Nazionale A:
  - stagione regolare: 4º posto su 6 squadre nella Divisione Nord Est (13 vittorie, 21 sconfitte);
  - playout: salvezza contro Castelletto Ticino (2-0).

## Stagione
Fu la prima annata dei gialloblu nella terza serie nazionale.
Al debutto in campionato arrivò una vittoria in rimonta sul campo della Pallacanestro Chieti. L'esordio casalingo al PalaAngels, valido per la seconda giornata, terminò invece con una sconfitta contro Napoli.
A fine gennaio i santarcangiolesi incapparono nella settima sconfitta casalinga consecutiva e decisero di sostituire coach Massimo Padovano con Massimo Bernardi. Il nuovo tecnico riuscì a invertire il trend conquistando 6 dei suoi primi 9 incontri sulla nuova panchina. La squadra non riuscì ad evitare i play-out, ma la salvezza arrivò grazie al doppio successo al primo turno sulla SBS Castelletto Ticino.
Nonostante il risultato ottenuto sul campo, la società in estate scelse di ripartire dalla Serie D.

## Roster
| Angels Santarcangelo 2011-2012 | Angels Santarcangelo 2011-2012 |
| Giocatori                      | Staff tecnico                  |
| ------------------------------ | ------------------------------ |

| N. | Naz.              | Ruolo | Nome               | Anno | Alt.   | Peso |  |
| -- | ----------------- | ----- | ------------------ | ---- | ------ | ---- |  |
| 5  | Italia (bandiera) | GA    | Mauro Bonaiuti     | 1978 | 192 cm |      |  |
| 6  | Italia (bandiera) | PG    | Luca Pesaresi      | 1989 | 180 cm |      |  |
| 8  | Italia (bandiera) | A     | Jacopo Silimbani   | 1986 | 204 cm |      |  |
| 9  | Italia (bandiera) | A     | Giorgio Broglia    | 1986 | 198 cm |      |  |
| 10 | Italia (bandiera) | P     | Eugenio Rivali (C) | 1986 | 178 cm |      |  |
| 11 | Italia (bandiera) | GA    | Luca Bedetti       | 1989 | 193 cm |      |  |
| 12 | Italia (bandiera) | PG    | Matteo Palermo     | 1991 | 190 cm |      |  |
| 13 | Italia (bandiera) | A     | Nazzareno Italiano | 1991 | 198 cm |      |  |
| 14 | Italia (bandiera) | A     | Francesco Bedetti  | 1993 | 192 cm |      |  |
| 15 | Italia (bandiera) | A     | Niccolò Rinaldi    | 1993 | 196 cm |      |  |
| 20 | Italia (bandiera) | C     | Andrea Ancellotti  | 1988 | 212 cm |      |  |

| Allenatore                                                                         |
| - Massimo Padovano (fino al 30 gennaio) - Massimo Bernardi (dal 31 gennaio)        |
| Assistente/i                                                                       |
| - Cristian Evangelisti Legenda - (C) Capitano - (IN) Inattivo - Infortunato Roster |

## Risultati

### Campionato

#### Playout
| Santarcangelo di Romagna 21 aprile 2012, ore 21:00 Primo turno Gara 1 | Angels Santarcangelo | 63 – 52 (16-12, 29-32, 45-44) referto | SBS Castelletto Ticino | PalaAngels |
| \| \| \| \| \| Bonaiuti 21 Palermo 12 L. Bedetti 7 \| Punti \| 18 Raminelli 12 Cotani 9 Dri \| \| Rivali 5 \| Assist \| 2 Piazza \| \| Silimbani 9 \| Rimbalzi \| 11 Raminelli \| |                      |                                       |                        |            |
| |                      |                                       |                        |            |
| Bonaiuti 21 Palermo 12 L. Bedetti 7 | Punti                | 18 Raminelli 12 Cotani 9 Dri          |                        |            |
| Rivali 5 | Assist               | 2 Piazza                              |                        |            |
| Silimbani 9 | Rimbalzi             | 11 Raminelli                          |                        |            |

| Castelletto sopra Ticino 25 aprile 2012, ore 20:30 Primo turno Gara 2 | SBS Castelletto Ticino | 76 – 83 (21-25, 39-45, 53-63) referto                 | Angels Santarcangelo | PalAmico |
| \| \| \| \| \| Raminelli 20 Cotani 18 Villani 12 \| Punti \| 18 Ancellotti 15 Rivali, Palermo, Broglia 10 Bonaiuti \| \| Cotani 4 \| Assist \| 6 Pesaresi \| \| Raminelli 13 \| Rimbalzi \| 3 Palermo, L. Bedetti, Silimbani \| |                        |                                                       |                      |          |
| |                        |                                                       |                      |          |
| Raminelli 20 Cotani 18 Villani 12 | Punti                  | 18 Ancellotti 15 Rivali, Palermo, Broglia 10 Bonaiuti |                      |          |
| Cotani 4 | Assist                 | 6 Pesaresi                                            |                      |          |
| Raminelli 13 | Rimbalzi               | 3 Palermo, L. Bedetti, Silimbani                      |                      |          |